# Kris Newbury
Kris Newbury, född 19 februari 1982, är en kanadensisk professionell ishockeyspelare som tillhör NHL-organisationen Los Angeles Kings och spelar för deras primära samarbetspartner Ontario Reign i American Hockey League (AHL). Han har tidigare spelat på NHL-nivå för Toronto Maple Leafs, Detroit Red Wings, New York Rangers och Philadelphia Flyers, på lägre nivåer för St. John's Maple Leafs, Toronto Marlies, Grand Rapids Griffins, Hartford Wolf Pack, Connecticut Whale, Adirondack Phantoms och Hershey Bears i AHL, Pensacola Ice Pilots i ECHL samt Belleville Bulls och Sarnia Sting i Ontario Hockey League (OHL).
Newbury draftades i femte rundan i 2002 års draft av San Jose Sharks som 139:e spelare totalt.

## Statistik
| 1996–1997   | Brampton Capitals      | OPJHL       | 28  | 9   | 4   | 13  | 26   | —  | —  | —  | —  | —   |
| 1997–1998   | Brampton Capitals      | OPJHL       | 46  | 11  | 21  | 32  | 161  | —  | —  | —  | —  | —   |
| 1998–1999   | Belleville Bulls       | OHL         | 51  | 6   | 8   | 14  | 89   | 21 | 4  | 6  | 10 | 23  |
| 1999–2000   | Belleville Bulls       | OHL         | 34  | 6   | 18  | 24  | 72   | —  | —  | —  | —  | —   |
|             | Sarnia Sting           | OHL         | 27  | 6   | 8   | 14  | 44   | 7  | 0  | 3  | 3  | 16  |
| 2000–2001   | Sarnia Sting           | OHL         | 64  | 28  | 30  | 58  | 126  | 4  | 1  | 3  | 4  | 20  |
| 2001–2002   | Sarnia Sting           | OHL         | 66  | 42  | 64  | 104 | 141  | 5  | 1  | 3  | 4  | 15  |
| 2002–2003   | Sarnia Sting           | OHL         | 64  | 34  | 58  | 92  | 149  | 6  | 4  | 4  | 8  | 16  |
| 2003–2004   | St. John's Maple Leafs | AHL         | 72  | 5   | 15  | 20  | 153  | —  | —  | —  | —  | —   |
| 2004–2005   | St. John's Maple Leafs | AHL         | 55  | 4   | 9   | 13  | 103  | 5  | 0  | 0  | 0  | 26  |
|             | Pensacola Ice Pilots   | ECHL        | 6   | 2   | 4   | 6   | 20   | —  | —  | —  | —  | —   |
| 2005–2006   | Toronto Marlies        | AHL         | 74  | 22  | 38  | 60  | 215  | 5  | 0  | 1  | 1  | 12  |
| 2006–2007   | Toronto Maple Leafs    | NHL         | 15  | 2   | 2   | 4   | 26   | —  | —  | —  | —  | —   |
|             | Toronto Marlies        | AHL         | 37  | 12  | 24  | 36  | 87   | —  | —  | —  | —  | —   |
| 2007–2008   | Toronto Maple Leafs    | NHL         | 28  | 1   | 1   | 2   | 32   | —  | —  | —  | —  | —   |
|             | Toronto Marlies        | AHL         | 54  | 16  | 27  | 43  | 101  | 19 | 4  | 9  | 13 | 73  |
| 2008–2009   | Toronto Maple Leafs    | NHL         | 1   | 0   | 0   | 0   | 2    | —  | —  | —  | —  | —   |
|             | Toronto Marlies        | AHL         | 33  | 6   | 23  | 29  | 72   | —  | —  | —  | —  | —   |
| 2009–2010   | Detroit Red Wings      | NHL         | 4   | 1   | 0   | 1   | 4    | —  | —  | —  | —  | —   |
|             | Grand Rapids Griffins  | AHL         | 52  | 11  | 22  | 33  | 144  | —  | —  | —  | —  | —   |
|             | Hartford Wolf Pack     | AHL         | 18  | 4   | 14  | 18  | 61   | —  | —  | —  | —  | —   |
| 2010–2011   | New York Rangers       | NHL         | 11  | 0   | 1   | 1   | 35   | 7  | 1  | 0  | 1  | 0   |
|             | Connecticut Whale      | AHL         | 69  | 17  | 44  | 61  | 139  | 6  | 2  | 2  | 4  | 2   |
| 2011–2012   | New York Rangers       | NHL         | 7   | 0   | 0   | 0   | 24   | —  | —  | —  | —  | —   |
|             | Connecticut Whale      | AHL         | 65  | 25  | 39  | 64  | 130  | 9  | 1  | 3  | 4  | 20  |
| 2012–2013   | New York Rangers       | NHL         | 5   | 0   | 1   | 1   | 9    | 3  | 0  | 0  | 0  | 2   |
|             | Connecticut Whale      | AHL         | 70  | 20  | 42  | 62  | 127  | —  | —  | —  | —  | —   |
| 2013–2014   | Philadelphia Flyers    | NHL         | 4   | 0   | 1   | 1   | 7    | —  | —  | —  | —  | —   |
|             | Adirondack Phantoms    | AHL         | 46  | 14  | 22  | 36  | 182  | —  | —  | —  | —  | —   |
|             | Hershey Bears          | AHL         | 17  | 4   | 9   | 13  | 25   | —  | —  | —  | —  | —   |
| 2014–2015   | Hershey Bears          | AHL         | 60  | 18  | 30  | 48  | 171  | 10 | 0  | 4  | 4  | 16  |
| NHL totalt  | NHL totalt             | NHL totalt  | 75  | 4   | 6   | 10  | 139  | 3  | 0  | 0  | 0  | 2   |
| AHL totalt  | AHL totalt             | AHL totalt  | 730 | 178 | 358 | 536 | 1710 | 54 | 7  | 19 | 26 | 149 |
| ECHL totalt | ECHL totalt            | ECHL totalt | 6   | 2   | 4   | 6   | 20   | —  | —  | —  | —  | —   |
| OHL totalt  | OHL totalt             | OHL totalt  | 306 | 122 | 184 | 306 | 621  | 43 | 10 | 19 | 29 | 90  |